# Stéphane Aziz Ki
Stéphane Aziz Ki (ur. 14 lutego 1996 w Abidżanie) – burkiński piłkarz iworyjskiego pochodzenia grający na pozycji prawego pomocnika. Od 2022 jest zawodnikiem klubu Young Africans SC.

## Kariera klubowa
Swoją karierę piłkarską Aziz Ki rozpoczął w juniorach Rayo Vallecano. W 2015 roku został zawodnikiem CD San Roque de Lepe, w którym grał przez rok. W 2016 roku wyjechał na Cypr i grał tam w Omonii Nikozja (2016-2017), Arisie Limassol (2018) i Nea Salamina Famagusta (2018).
W 2019 roku Aziz Ki przeszedł do iworyjskiego Academie de Foot Amadou Diallo. Występował w nim przez półtora roku. Latem 2020 został zawodnikiem ASEC Mimosas. W sezonach 2020/2021 i 2021/2022 został z nim mistrzem kraju. W 2022 roku przeszedł do tanzańskiego Young Africans SC. W sezonie 2022/2023 sięgnął z nim po dublet - mistrzostwo i Puchar Tanzanii.

## Kariera reprezentacyjna
W reprezentacji Burkiny Faso Aziz Ki zadebiutował 24 marca 2017 w przegranym 0:2 towarzyskim meczu z Marokiem, rozegranym w Marrakeszu. W 2024 roku powołano go do kadry na Puchar Narodów Afryki 2023. Rozegrał w nim trzy mecze: grupowe z Mauretanią (1:0) i z Angolą (0:2) oraz w 1/8 finału z Mali (1:2).